# Студзениці (Староґардський повіт)
Студзениці (пол. Studzienice, нім. Studzenitz) — село в Польщі, у гміні Каліська Староґардського повіту Поморського воєводства.
Населення — 130 осіб (2011).
У 1975-1998 роках село належало до Гданського воєводства.

## Демографія
Демографічна структура станом на 31 березня 2011 року:
|          | Загалом | Допрацездатний вік | Працездатний вік | Постпрацездатний вік |
| -------- | ------- | ------------------ | ---------------- | -------------------- |
| Чоловіки | 66      | 19                 | 44               | 3                    |
| Жінки    | 64      | 15                 | 44               | 5                    |
| Разом    | 130     | 34                 | 88               | 8                    |